# Hickory 250 1965
Hickory 250 1965 var ett stockcarlopp ingående i Nascar Grand National Series (nuvarande Nascar Cup Series) som kördes 16 maj 1965 på den 0,4 mile (644 meter) långa ovalbanan Hickory Motor Speedway i Hickory i North Carolina. Totalt avverkades 100 miles (160,934 km) fördelat på 250 varv. Banunderlaget var dirt. Loppet vanns av Junior Johnson i en Ford ägd av Johnson själv på tiden 1:23.11. Johnsons snitthastighet var 72,13 mph. Prispotten uppgick till 4 940 dollar, varav 1 000 dollar gick till segraren.

## Resultat
| Plc     | Nr | Förare          | Team/ bilägare           | Konstruktör | Start | Varv | Ledda varv |
| ------- | -- | --------------- | ------------------------ | ----------- | ----- | ---- | ---------- |
| 1       | 26 | Junior Johnson  | Junior Johnson           | Ford        | 5     | 250  | 0          |
| 2       | 11 | Ned Jarrett     | Bondy Long               | Ford        | 3     | 250  | 0          |
| 3       | 49 | G.C. Spencer    | GC Spencer Racing        | Ford        | 1     | 245  | 0          |
| 4       | 27 | Paul Lewis      | Paul Lewis               | Ford        | 6     | 241  | 0          |
| 5       | 87 | Buddy Baker     | Buck Baker Racing        | Oldsmobile  | 7     | 240  | 0          |
| 6       | 86 | Neil Castles    | Buck Baker Racing        | Plymouth    | 11    | 238  | 0          |
| 7       | 31 | Cale Yarborough | Sammy Fogle              | Ford        | 9     | 235  | 0          |
| 8       | 34 | Wendell Scott   | Scott Racing             | Ford        | 12    | 233  | 0          |
| 9       | 70 | Joe Bill Adams  | Fred Goad                | Ford        | 23    | 231  | 0          |
| 10      | 81 | Frank Weathers  | Joe Keistler             | Dodge       | 17    | 229  | 0          |
| 11      | 9  | Roy Tyner       | Roy Tyner                | Chevrolet   | 14    | 228  | 0          |
| 12      | 8  | Larry Manning   | Larry Manning            | Chevrolet   | 19    | 228  | 0          |
| 13      | 64 | Elmo Langley    | Langley-Woodfield Racing | Ford        | 8     | 222  | 0          |
| 14      | 52 | E.J. Trivette   | Jess Potter              | Chevrolet   | 20    | 209  | 0          |
| 15      | 2  | Fred Harb       | Cliff Stewart Racing     | Pontiac     | 10    | 206  | 0          |
| 16      | 20 | Clyde Lynn      | Negre Racing             | Ford        | 13    | 197  | 0          |
| 17      | 97 | Henley Gray     | Gene Cline               | Ford        | 21    | 155  | 0          |
| 18      | 29 | Dick Hutcherson | Holman Moody             | Ford        | 2     | 136  | 0          |
| 19      | 6  | Buddy Arrington | Arrington Racing         | Dodge       | 22    | 82   | 0          |
| 20      | 68 | Bob Derrington  | Bob Derrington           | Ford        | 16    | 62   | 0          |
| 21      | 45 | Bud Moore       | Louis Weathersbee        | Plymouth    | 4     | 47   | 0          |
| 22      | 53 | Jimmy Helms     | David Warren             | Ford        | 18    | 37   | 0          |
| 23      | 99 | Gene Hobby      | Gene Hobby               | Dodge       | 24    | 21   | 0          |
| 24      | 67 | Raymond Carter  | Arrington Racing         | Dodge       | 15    | 15   | 0          |
| Källor: |    |                 |                          |             |       |      |            |